# Humberto de Araújo Benevenuto
Humberto de Araújo Benevenuto (4 d'agost de 1903 - ?) fou un futbolista brasiler.

## Selecció del Brasil
Va formar part de l'equip brasiler a la Copa del Món de 1930.

## Palmarès
- Campeonato Carioca (3): 
  - Flamengo: 1925, 1927, 1932